# 无限轮回
《infinity》是日本遊戲公司KID在2000年3月23日發售的懸疑戀愛冒險遊戲系列名稱，亦是其第一部作品的名稱。
2000年11月23日是該作的補完劇本集《INFINITY cure.》首次亮相。
2000年12月21日正式作品《Never7 -the end of infinty-》發售，比起其他恋爱游戏，本系列游戏以剧情的悬疑及故事性获得日本以及大中华地区的欢迎。

## infinity系列
- 《Never7 -the end of Infinity-》

時光之鑰
- 《Ever17 -the out of Infinity-》

時光的羈絆
大陆地区民间翻译作《时空轮回》
- 《Remember11 -the age of Infinity-》

時光的記憶
- 《Code_18（日语：code 18）》

註：《12RIVEN -the Ψcliminal of integral-》不屬於Infinity系列，而屬於Integral系列，但可認為同屬In系列。已於2008年推出，大陸和臺灣均譯作“跳躍的時空”。
本篇講述關於《infinity》首作《Never7》和其相關作品。

## Never7 -the end of-
本系列的第一作，2000年3月以《无限（Infinity）》为名在日本在PS平台首次发行，2000年12月在Dreamcast平台首次发行了完全版，即：第七夜：无限轮回的终结（Never7: the end of infinity）。在PS，PS2，DC，PC，PSP等多个平台有许多版本。

### 故事简介
为了加深彼此间的的感情，即将升入大学三年级的研讨会成员们决定举行一次为期一周的集训，时间是4月1日至7日，地点是南方一个小岛的一家小旅馆。集训期间，主人公在和研讨会成员们以及本地的旅店老板娘等人的交流中度过每一天。

　　但是，可怕的命运在等待着他们。主人公在集训的第一天晚上梦见自己最重要的女性在自己面前死去，而且恶梦在集训最后一天前的4月6日变成现实。更可怕的是，两人的意识跳回4月1日，而且在这六天中反复循环。

　　两人能够跳出这个时间的死循环吗？另外，这个时间陷阱的真相以及这次集训的真正目的又是什么呢？玩家将在游戏中找到答案。

### 登場人物（初期介紹）
石原誠（Ishihara Makoto）（CV：無）
游戏主人公，三年级大学生，和优夏和遥等人一起参加集训而被卷入了不幸的命运之中。在廣播劇CD中由八戶優配音。
川島優夏（Kawashima Yūka）（CV：川上倫子）
和主人公在同一个研讨会中，担任班长。为人热情，善于和别人打交道。运动神经超群，还擅长绘画。除了纳豆，什么都吃，但是不擅长做饭。喜欢喝酒，酒后经常会耍酒疯。
樋口遙（Higusa Haruka）（CV：？？？）
和主人公在同一个研讨会中，跳级到三年级的优等生。沉默寡言，不喜欢和人交往，其实自己有重大的秘密。思维方式与一般人不同，对事物的理解能力要高上几个层次；相反地，缺乏一些基本的社会常识。对时装、流行时尚等十分迟钝，总是穿着及膝的长裙。不知为什么，似乎單方面對主人公有少许好感的样子。
为该角色配音的实为松岡由貴，因为这个角色是因守野至美在年幼时曾被人拐走而作为她的替代品才被制造出的克隆人。未在公开资料及片头动画中写明其声优，是为了避免玩家提前猜测她与至美的关系。
朝倉沙紀（Asakura Saki）（CV：山崎和佳奈）
漂亮的大小姐，和优夏是中学时代的朋友，就读于一流的大学。任性，自尊心极强，多少对他人有些缺乏信任。有着容易招致误解的性格，而实际上是个心地善良而有些幼稚的女孩子。在集训地附近有别墅，来别墅度假时偶然与主人公一行相遇。
守野至美（Morino Kurumi）（CV：松岡由貴）
逸美的妹妹。已经高中三年级却长着一张娃娃脸，经常被误认为小孩，本人对此一直耿耿于怀。对任何事物都能率直面对、天真烂漫的女孩子。折纸的达人，在她手中没有折不出来的东西。住在离此地很远的父母家里，利用春假来姐姐所在的岛上玩。闲暇时会给姐姐帮忙。称呼主人公为“大哥哥”。在最後開啟的船上大結局講過一句說話﹕「人生不是遊戲，錯了無法回頭」。
守野逸美（Morino Izumi）（CV：井上喜久子）
至美的姐姐。主要人物中最年长者（22岁）。经营岛上的“月光沙滩”咖啡店。非常宠爱妹妹至美。烹调的手艺已经达到了“神技”的境界，是笼罩着诸多谜团的人物。平时经常去海边，擅长游泳。持有驾驶执照。
飯田億彥（Iida Okuhiko）（CV：千葉進步）
富家少爷，与主人公同班。出身于全国屈指可数的大资本家家庭。在追女孩子方面，是个攻守兼顾的花花公子。这一次的目标是遥，不过遥似乎完全不为所动的样子。

### 工作人員
- 人物設計：影崎夕那
- 劇本：打越鋼太郎（現在改名槻潮鋼）

### 商品

#### 發售日一覽
- 2000年3月23日 《infinity》發售
- 2000年11月23日 《INFINITY cure.》發售
- 2000年12月21日 《Never7》（DC）發售[1]
- 2001年10月26日 《Never7》（PC）發售
- 2003年6月26日《Never7》（PS2）發售
- 2004年9月2日 SuperLite 2000版《Never7》（PS2）發售